# アンリ・ドルレアン (オマール公)
アンリ・ウジェーヌ・フィリップ・ルイ・ドルレアン（Henri Eugène Philippe Louis d'Orléans, prince du sang, duc d'Aumale, 1822年1月16日 - 1897年5月7日）は、フランスの王族。オマール公。

## 生涯
フランス国王ルイ・フィリップと妃マリー・アメリーの5男として、パレ・ロワイヤルで誕生した。両親によって簡素に育てられ、リセー・アンリ・カトルで学んだ。8歳の時、名付け親であったコンデ公ルイ6世アンリ（大叔母バティルドの夫でもあった）が嫡子のないまま亡くなったため、有名なシャンティイ城を含む膨大な資産を相続した（当時の価格で6億6千万リーヴル）。
17歳で陸軍に入隊、1847年にはフランス領アルジェリアへ従軍しており、1年ほどアルジェリア総督を務めた。1848年に2月革命でイギリスへ亡命後、軍事と歴史の執筆に没頭した。
普仏戦争が始まるとフランス陸軍入隊を志願するが、退けられた。その後、オワーズ県選出議員となってフランスへ帰国した。
1884年、シャンティイ城を含むシャンティイの所領及び収集した美術品などをことごとくフランス学士院へ寄贈し、これらを集めてコンデ美術館とした。1897年、シチリア島ジャルディネッロで死去した。

## 家族
1844年11月、サレルノ公レオポルド（両シチリア国王フェルディナンド1世の6男）の一人娘マリア・カロリーナ・アウグスタと結婚した。2人の間の子供は2子が成人した。
- ルイ・フィリップ・マリー・レオポール（1845年 - 1866年） - コンデ公
- フランソワ・ルイ・フィリップ・マリー（1854年 - 1872年） - ギーズ公